# Musikåret 1878

## Händelser
- 19 februari – Thomas Edison beviljas amerikansk patent på fonografen. [1]
- 18 april – Thomas Edison demonstrerar cylinderfonografen i Washington, DC, USA. [2]

## Födda
- 28 januari – Walter Kollo, tysk tonsättare.
- 16 februari – Selim Palmgren, finländsk tonsättare[3].
- 28 oktober – Conrado del Campo, spansk tonsättare.

## Avlidna
- 23 augusti – Adolf Fredrik Lindblad, 77, svensk tonsättare.
- 8 oktober – Caroline Ridderstolpe, 85, svensk tonsättare och sångare.

## Klassisk musik
- Josef Rheinberger – Mässa i Ess-dur (Cantus Missæ) för dubbelkör, op. 109; Orgelsonat nr 5 i fiss-moll, op. 111; Trio för piano och stråkar nr 2 i A-dur, op. 112; Pianokvintett i C-dur, op. 114[4]
- Bernhard Scholz – Stråkkvintett, op. 47[5]

### Fotnoter
1. ↑  CED in the History of Media Technology (läst 8 april 2011)
2. ↑  CED in the History of Media Technology (läst 8 april 2011)
3. ↑  ”FIMIC Link About Selim Palmgren”. Arkiverad från originalet den 13 februari 2013. https://archive.is/20130213121852/http://www.fimic.fi/fimic/fimic.nsf/COMAG/9B8B44B011A682EFC2257481003646ED?opendocument. Läst 5 januari 2009.
4. ↑  Rheinberger quintet op. 114 angivet datum 1878 på Sheetmusicplus.com.
5. ↑  Musgrave, Michael. The Cambridge Companion to Brahms, Cambridge University Press, 1999, s. 296. ISBN 0-521-48581-9.